# Records des Rockets de Houston
Cette page liste les records de l'équipe et des joueurs des Rockets de Houston depuis leur création en 1967.

## Records individuels en saison régulière
Légende: En Gras : joueurs encore en activité en NBA.

### En carrière
| Statistique             | Joueur          | Record |
| ----------------------- | --------------- | ------ |
| Matchs joués            | Hakeem Olajuwon | 1 177  |
| Points                  | Hakeem Olajuwon | 26 511 |
| Passes décisives        | James Harden    | 4 796  |
| Interceptions           | Hakeem Olajuwon | 2 089  |
| Total de rebonds        | Hakeem Olajuwon | 13 382 |
| Contres                 | Hakeem Olajuwon | 3 735  |
| Tirs marqués            | Hakeem Olajuwon | 10 555 |
| 3 points inscrits       | James Harden    | 2 029  |
| Lancers francs inscrits | James Harden    | 5 554  |
| Pertes de balles        | Hakeem Olajuwon | 3 570  |

### Sur un match
| Statistique                | Joueur                                                    | Record | Date                                                                                          |
| -------------------------- | --------------------------------------------------------- | ------ | --------------------------------------------------------------------------------------------- |
| Minutes                    | Cuttino Mobley Aaron Brooks                               | 59     | 22 février 2004 13 janvier 2010                                                               |
| Points                     | James Harden                                              | 61     | 23 janvier 2019 22 mars 2019                                                                  |
| Paniers marqués            | Calvin Murphy Hakeem Olajuwon                             | 24     | 18 mars 1978 30 janvier 1997                                                                  |
| Paniers tentés             | Elvin Hayes                                               | 45     | 13 novembre 1968                                                                              |
| Paniers à 3 points réussis | Chandler Parsons James Harden Fred VanVleet Dillon Brooks | 10     | 24 janvier 2014 3 janvier 2019 11 décembre 2019 13 décembre 2019 23 mars 2024 27 janvier 2025 |
| Paniers à 3 points tentés  | James Harden                                              | 23     | 3 janvier 2019 30 mars 2019                                                                   |
| Lancers francs réussis     | James Harden                                              | 24     | 3 décembre 2019                                                                               |
| Lancers francs tentés      | Sleepy Floyd James Harden                                 | 27     | 3 février 1991 31 décembre 2018                                                               |
| Rebonds défensifs          | Charles Barkley                                           | 25     | 2 novembre 1996                                                                               |
| Rebonds offensifs          | Moses Malone                                              | 21     | 11 février 1982                                                                               |
| Total rebonds              | Moses Malone                                              | 37     | 9 février 1979                                                                                |
| Passes décisives           | Art Williams Allen Leavell                                | 22     | 28 décembre 1968 14 février 1970 25 janvier 1983                                              |
| Interceptions              | Clyde Drexler                                             | 10     | 1er novembre 1996                                                                             |
| Contres                    | Ralph Sampson                                             | 13     | 9 décembre 1983                                                                               |
| Balles perdues             | Moses Malone James Harden                                 | 12     | 6 février 1981 23 novembre 2016                                                               |

## Records individuels en Playoffs

### En carrière
| Statistique             | Joueur          | Record |
| ----------------------- | --------------- | ------ |
| Matchs joués            | Hakeem Olajuwon | 140    |
| Points                  | Hakeem Olajuwon | 3 728  |
| Passes décisives        | James Harden    | 602    |
| Interceptions           | Hakeem Olajuwon | 236    |
| Total de rebonds        | Hakeem Olajuwon | 1 595  |
| Contres                 | Hakeem Olajuwon | 471    |
| Tirs marqués            | Hakeem Olajuwon | 1 493  |
| 3 points inscrits       | James Harden    | 256    |
| Lancers francs inscrits | Hakeem Olajuwon | 738    |
| Pertes de balles        | Hakeem Olajuwon | 420    |

### Sur un match
| Statistique                | Joueur                                            | Record | Date                                                   |
| -------------------------- | ------------------------------------------------- | ------ | ------------------------------------------------------ |
| Minutes jouées             | Robert Reid                                       | 54     | 14 mai 1987                                            |
| Points                     | Hakeem Olajuwon                                   | 49     | 14 mai 1987                                            |
| Paniers marqués            | Hakeem Olajuwon                                   | 20     | 27 avril 1995                                          |
| Paniers tentés             | James Harden                                      | 35     | 25 avril 2014                                          |
| Lancers francs réussis     | Moses Malone Hakeem Olajuwon James Harden         | 18     | 14 avril 1981 1er mai 1993 19 avril 2017 21 avril 2017 |
| Lancers francs tentés      | Dwight Howard                                     | 21     | 6 mai 2015                                             |
| Paniers à 3 points réussis | Matt Maloney Chris Paul Jalen Green Fred VanVleet | 8      | 11 mai 1997 8 mai 2018 23 avril 2025 28 avril 2025     |
| Paniers à 3 points tentés  | Jalen Green                                       | 18     | 23 avril 2025                                          |
| Rebonds défensifs          | Hakeem Olajuwon Jim Jackson                       | 19     | 30 avril 1988 25 avril 2004                            |
| Rebonds offensifs          | Moses Malone                                      | 15     | 21 avril 1977                                          |
| Total rebonds              | Moses Malone Hakeem Olajuwon Dwight Howard        | 26     | 21 avril 1977 30 avril 1988 24 avril 2015              |
| Passes décisives           | Sleepy Floyd                                      | 18     | 1er mai 1990                                           |
| Interceptions              | Robert Horry James Harden                         | 7      | 9 juin 1995 24 avril 2016                              |
| Contres                    | Hakeem Olajuwon                                   | 10     | 29 avril 1990                                          |
| Balles perdues             | James Harden                                      | 12     | 27 mai 2015                                            |

## Records de la franchise

### Sur une saison
| Statistique                    | Record | Moyenne par match        | Saison    |
| ------------------------------ | ------ | ------------------------ | --------- |
| Points marqués                 | 9 732  | 118,7 points / match     | 1969-1970 |
| Rebonds                        | 5 418  | 66,1 rebonds / match     | 1967-1968 |
| Passes décisives               | 2 318  | 28,3 passes / match      | 1985-1986 |
| Interceptions                  | 821    | 10 interceptions / match | 2015-2016 |
| Contres                        | 597    | 7,3 contres / match      | 1984-1985 |
| Tirs marqués                   | 3 866  | 47,1 tirs / match        | 1969-1970 |
| Tirs tentés                    | 8 867  | 108,1 tirs / match       | 1969-1970 |
| Pourcentage au tir             | 50,4%  | /                        | 1984-1985 |
| 3 points marqués               | 1 323  | 16,1 tirs / match        | 2018-2019 |
| 3 points tentés                | 3 721  | 45,4 tirs / match        | 2018-2019 |
| Pourcentage à 3 points         | 37,5%  | /                        | 2008-2009 |
| Lancers francs marqués         | 2 188  | 26,7 tirs / match        | 1970-1971 |
| Lancers francs tentés          | 3 039  | 37,1 tirs / match        | 1968-1969 |
| Pourcentage aux lancers francs | 81,2%  | /                        | 1973-1974 |
| Pertes de balles               | 1 759  | 21,4 pertes / match      | 1974-1975 |